# Yaxchilan

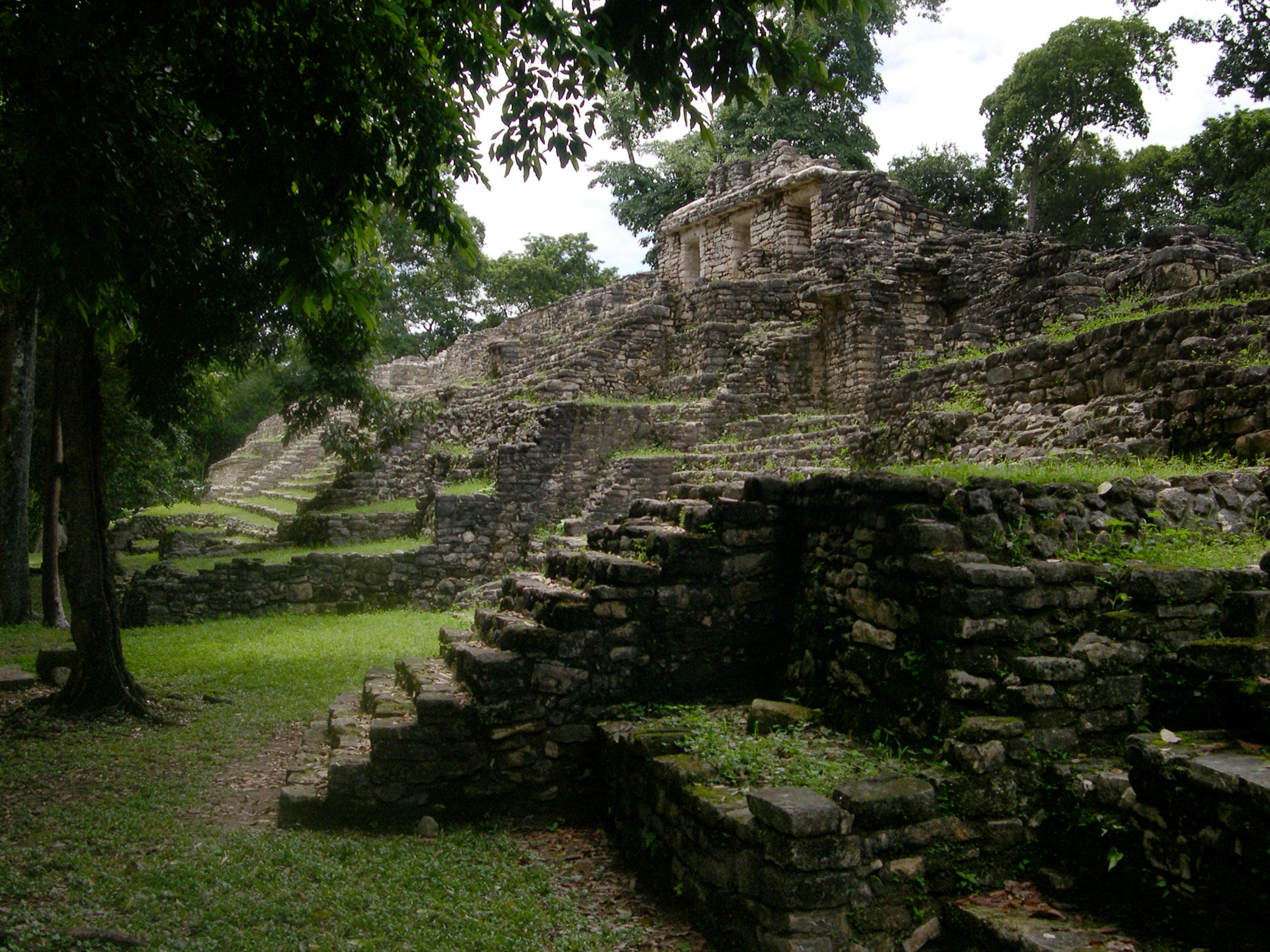
Uma das pirâmides na plataforma superior de Yaxchilan.

Yaxchilan ("pedras verdes" em maia, historicamente por vezes designada pelos nomes Menché e Cidade Lorillard) é uma antiga cidade maia situada na margem do rio Usumacinta no actual estado mexicano de Chiapas. O nome antigo da cidade provavelmente era Pa' Chan.

## A antiga Yaxchilan
Yaxchilan era um grande centro, importante durante o período clássico e potência dominante na região do rio Usumacinta. Dominou centros menores como Bonampak e durante muito tempo esteve aliado com Piedras Negras (na actual Guatemala) e pelos menos temporariamente com Tikal; era rival de Palenque com quem esteve em guerra em 654. Yat-Balam, fundador de uma longa dinastia, ascendeu ao trono em 2 de Agosto de 320, ainda Yaxchilan era um centro menor. A cidade-estado cresceu até tornar-se capital regional e a dinastia durou até ao início do século IX.
Yaxchilan é conhecida pela grande quantidade de excelentes esculturas ali encontradas, tais como as estelas monolíticas talhadas e os relevos narrativos talhados nas pedras dos linteis das portas dos templos.

## Redescoberta e história moderna

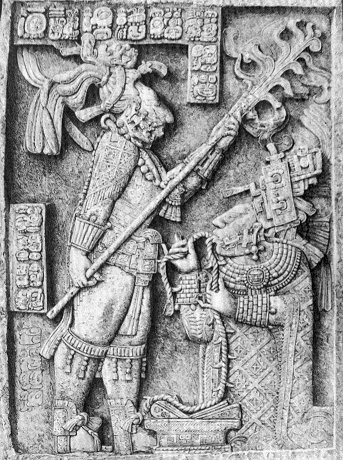
Lintel 24, estrutura 23, Yaxchilan (desenhado por Charnay). A escultura retrata um ritual de sangria sagrado que teve lugar em 26 de Outubro de 709. O rei "Escudo-Jaguar" aparece segurando um archote, enquanto a rainha "Senhora Xoc" faz passar um cordel farpado através da sua língua perfurada.

A primeira menção publicada sobre o sítio parece ter sido uma referência breve de Juan Galindo em 1833. O professor Edwin Rockstoh do Colégio Nacional da Guatemala visitou o local em 1881 e publicou um outro curto relato. Os exploradores Alfred Maudslay e Désiré Charnay chegaram quase simultanemente a Yaxchilan em 1882 e publicaram relatos mais detalhados das ruínas com desenhos e fotografias. Charnay baptizou as ruínas de "Cidade Lorillard" em honra de Pierre Lorillard que contribuiu para o pagamento das despesas da sua expedição à área maia. Teoberto Maler visitou repetidamente o local entre 1897 e 1900, publicando uma descrição detalhada em dois volumes de Yaxchilan e sítios vizinhos em 1903.
Em 1931 Sylvanus Morley liderou uma expedição da Carnegie Institution a Yaxchilan, procedendo à cartografia do sítio e à descoberta de mais monumentos.
O Instituto Nacional de Antropologia e História do México (INAH) levou a cabo investigações arqueológicas em Yaxchilan em 1972-1973 e de novo em 1983 e no início da década de 1990.
Chegar a Yaxchilan foi durante muito tempo difícil. Até há pouco tempo não existia qualquer estrada num raio de 100 km e as únicas formas de chegar ao local eram pequenos aviões ou um percurso de centenas de quilómetros por barco. Desde a construção de uma estrada fronteiriça pelo governo mexicano no início dos anos 90, tornou-se possível a visita do local por turistas. Para chegar a Yaxchilan é agora apenas necessária uma viagem de barco pelo Usumacinta com duração de uma hora desde Frontera Corozal.

## Principais estruturas
As principais estruturas de Yaxchilan são a Grande Praça, a Grande Acrópole e a Pequena Acrópole.

## Galeria de imagens

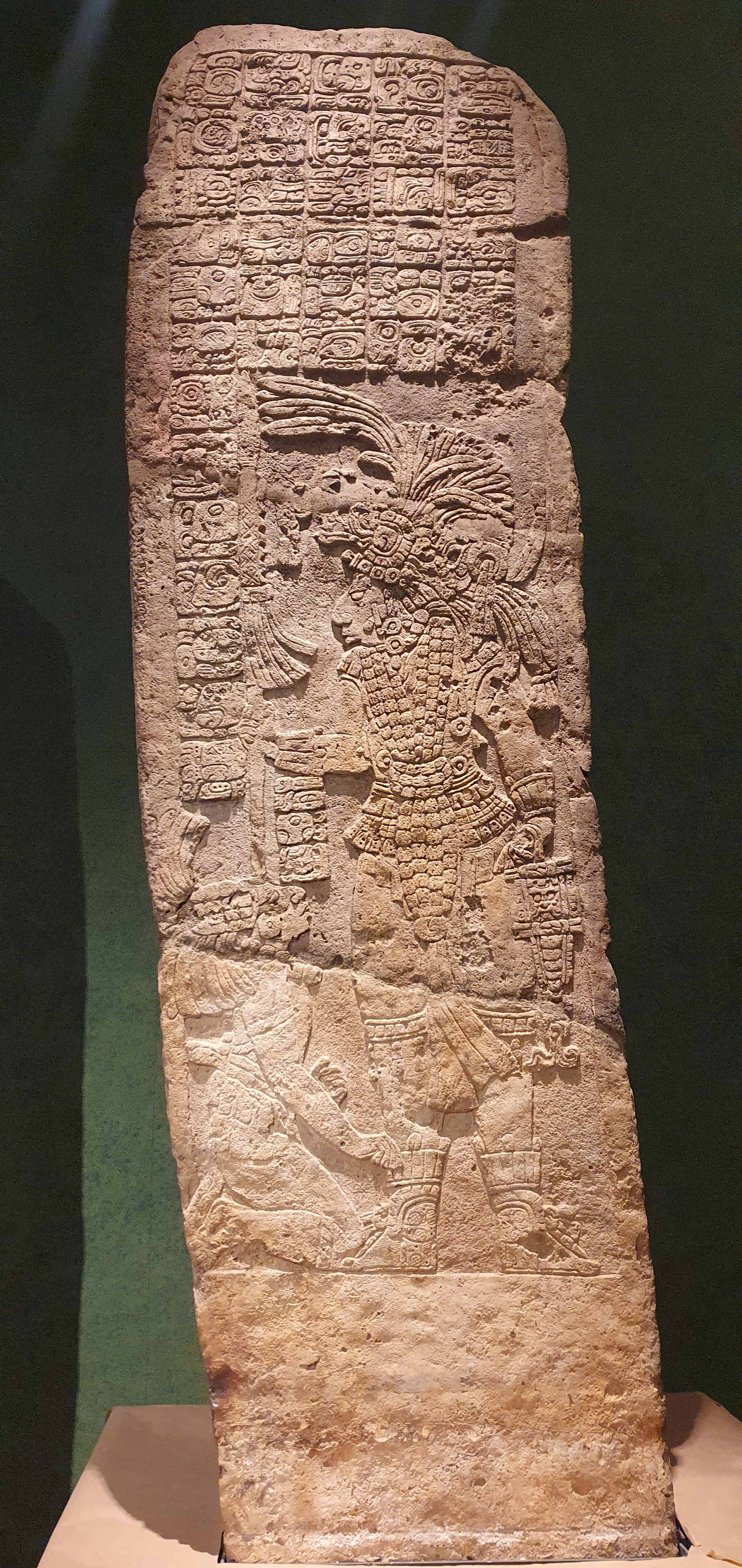
Estela 18 de Yaxchilan em exibição no Museu Nacional de Antropologia, Cidade do México.
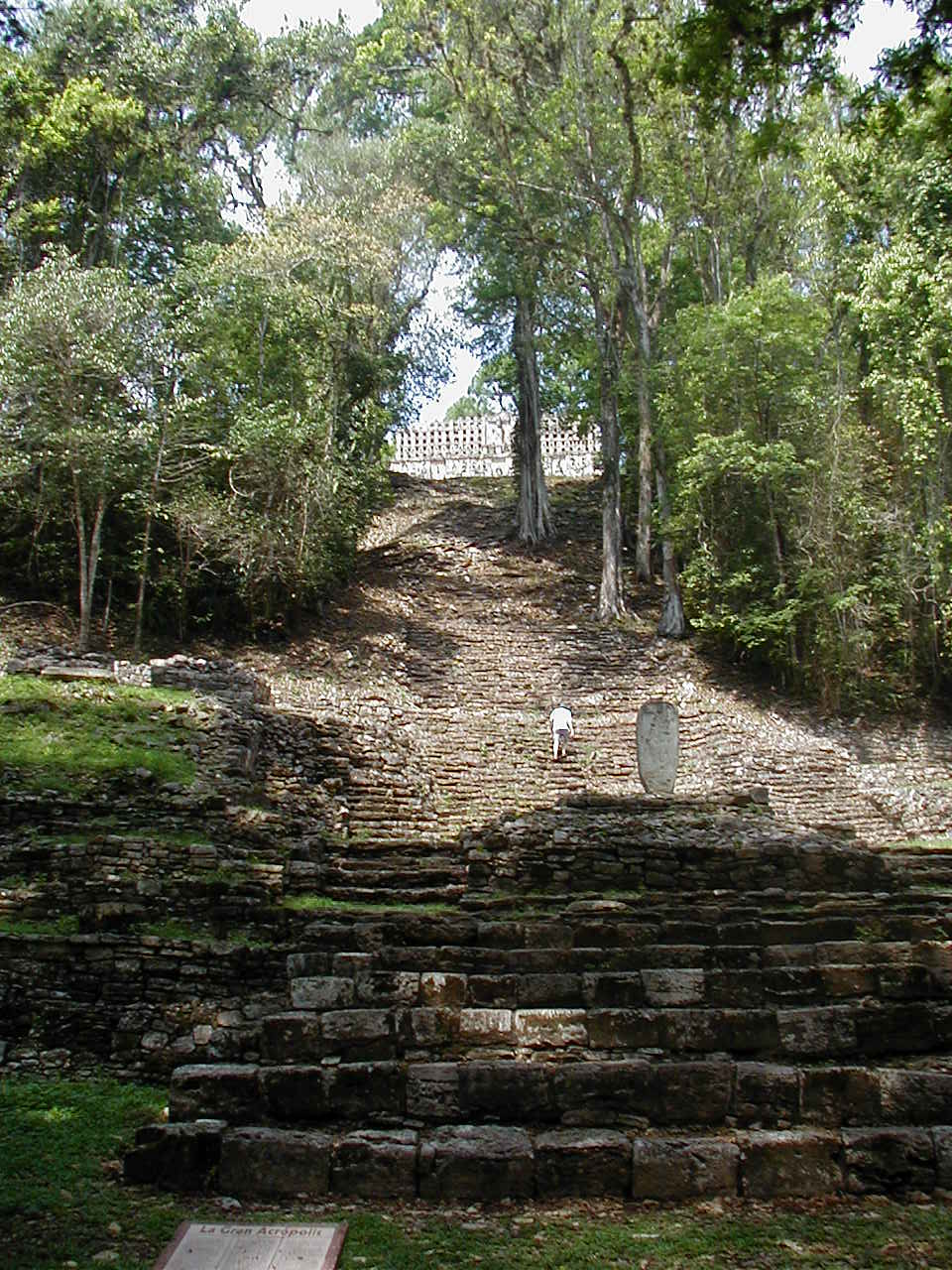
Templo 33 de Yaxchilan.
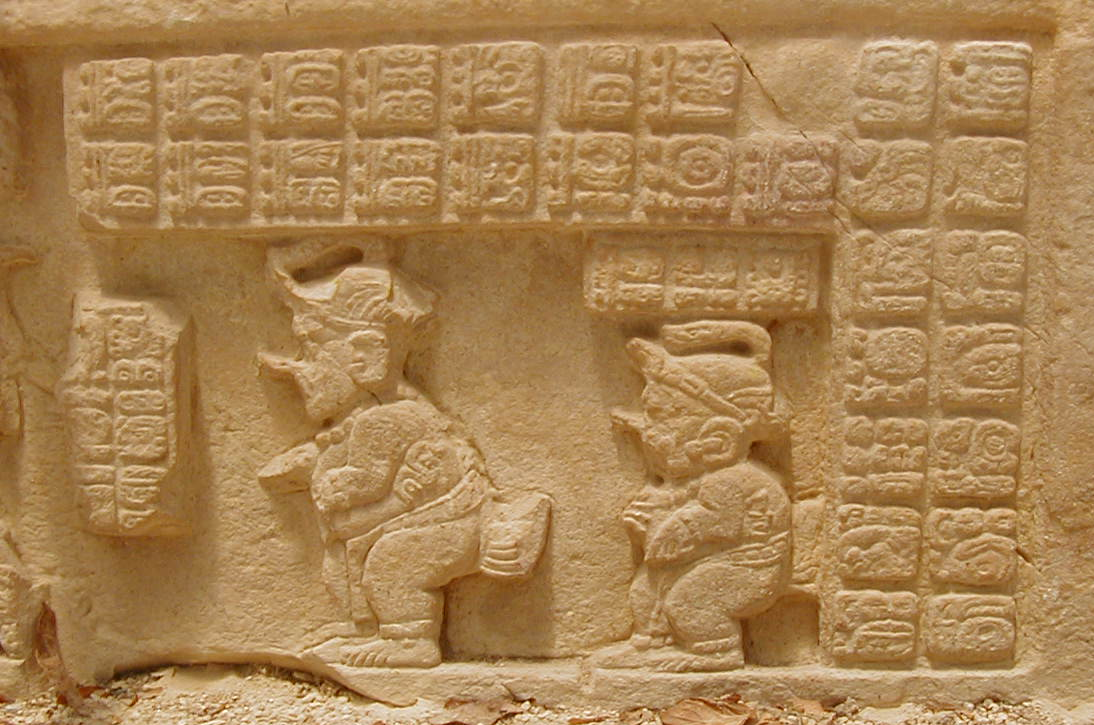
Relevo visto na subida para a acrópole.
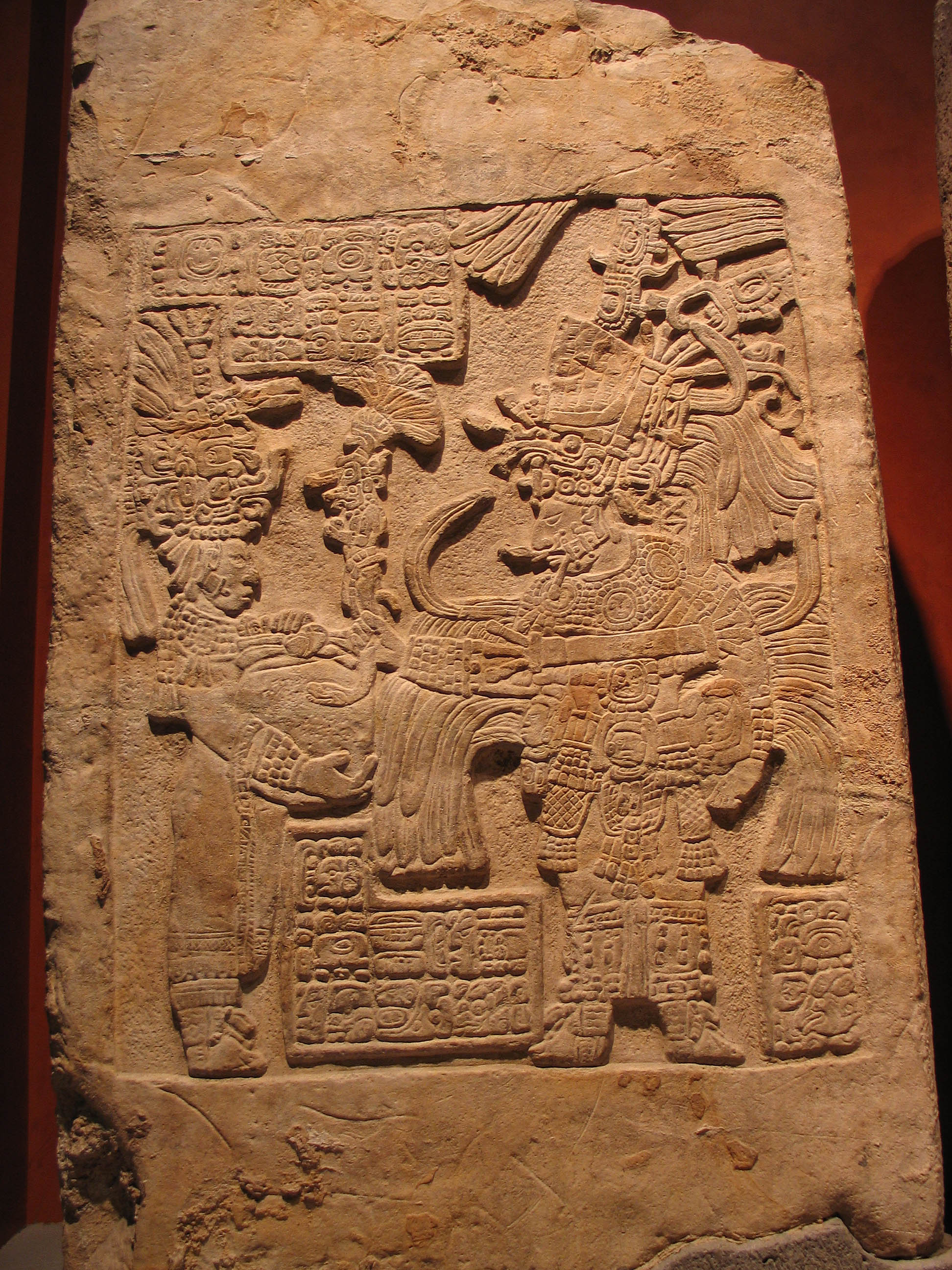
Lintel 53 de Yaxchilan, em exibição no Museu Nacional de Antropologia, Cidade do México.